# Římskokatolická farnost Římov
Římskokatolická farnost Římov je územním společenstvím římských katolíků v rámci vikariátu České Budějovice - venkov českobudějovické diecéze.

## O farnosti

### Historie
Založení poutního místa je spojeno se jménem jezuity Jana Gurreho, který inicioval jeho vznik na základě svého snu. V roce 1650 byla vysvěcena loretánská kaple, o pět let později byly vysvěceny ambity. Kostel, zasvěcený Svatému Duchu, byl vysvěcen v roce 1697. Poutní areál následně byl doplněn specificky pojatou venkovní křížovou cestou. V místě byla v roce 1786 zřízena lokálie, a z ní byla v roce 1857 vytvořena samostatná farnost.

#### Přehled duchovních správců
- 2001–2014 P. Tomáš Koňařík, O.Cr. (administrátor)
- 2014–2019 P. Maxmilián Petr Koutský, CFSsS (administrátor)
- od r. 2019 P. Jakub Václav Zentner, FSSP (administrátor)

### Současnost
Farnost má svého sídelního duchovního správce, který je zároveň kaplanem pro tradiční římský (tzv. tridentský) ritus v Českobudějovické diecézi. Farní vikář (kaplan) římovské farnosti je zároveň administrátorem ex currendo ve farnostech Doudleby, Kamenný Újezd a Střížov.
| Kostel           | Místo |                    | Bohoslužba               | Bohoslužba                                       |
| ---------------- | ----- | ------------------ | ------------------------ | ------------------------------------------------ |
| Kostel sv. Ducha | Římov | neděle úterý pátek | neděle úterý pátek       | 8.15 (tridentský ritus) 18.00 (tridentský ritus) |
| Loretánská kaple | Římov | sobota             | 18:00 (tridentský ritus) | 18:00 (tridentský ritus)                         |